# Borophen

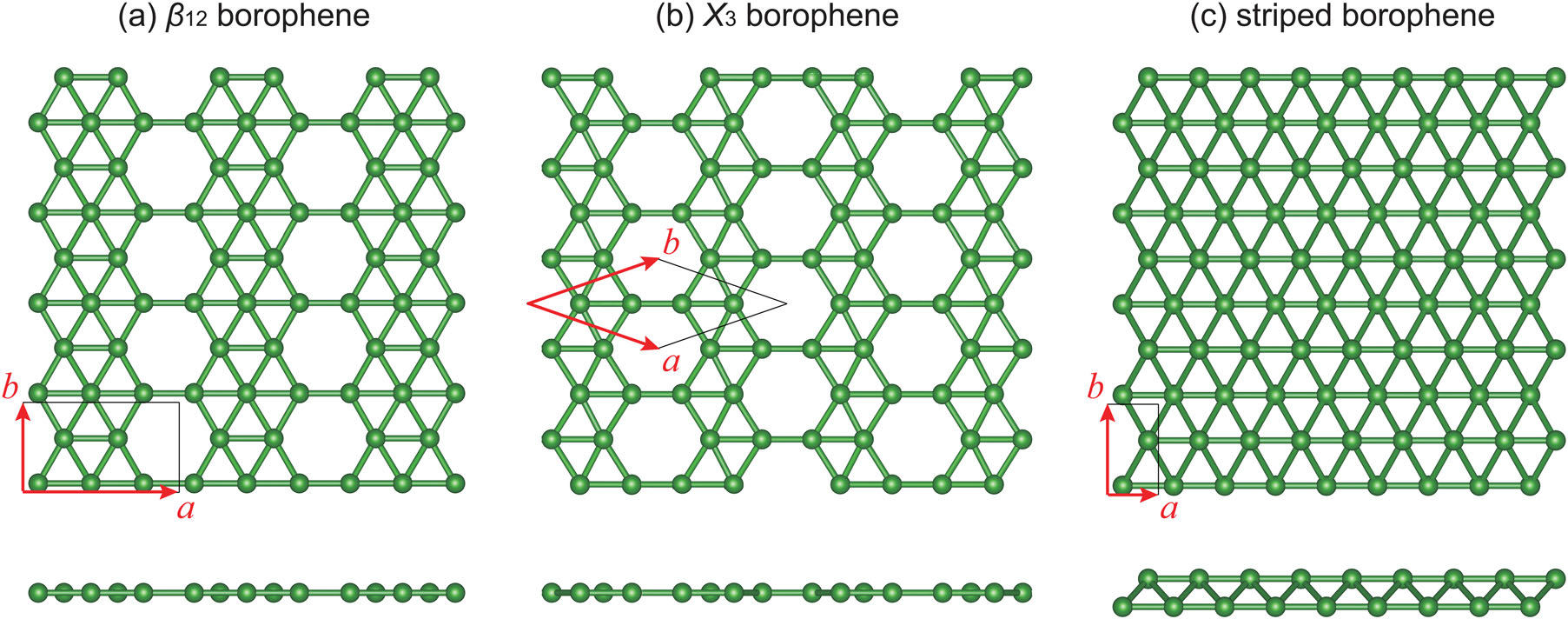
Kristallstrukturen von Borophen

Borophen [boʁo'feːn] (Betonung auf der letzten Silbe: Borophen; englisch borophene) ist wie Graphen ein nur aus einer einzigen Atomlage bestehendes Material eines einzelnen Elementes – Bor. Wie bei Silicen und Germanen, zwei weiteren Vertretern aus der Gruppe der 2D-Materialien, lässt sich also direkt an der Namensgebung das zugehörige Element erkennen.
Hoffnungen für konkrete Anwendungsmöglichkeiten von Borophen liegen unter anderem in den Bereichen Akku-Technologie, Sensoren und Wasserstoffspeicherung.
Im Vergleich zu dem schon für seine Stärke und Widerstandsfähigkeit bekannt gewordenen Graphen gibt Borophen sogar Ausblick auf noch größere Stabilität und das bei gleichzeitig größerer Flexibilität. Inwieweit dies makroskopisch genutzt werden kann, bleibt abzuwarten.